# San Cristóbal de las Casas
San Cristóbal de las Casas egy város Mexikó Chiapas államának középső részén. Lakossága 2010-ben megközelítette a 160 000 főt.

## Földrajz

### Fekvése
A város Chiapas állam középső részén, egy, a tenger szintje felett valamivel több mint 2100 méterrel elterülő fennsíkon fekszik. Bár maga a település egy sík területen található, vidéke északkeletről délnyugat felé folyamatosan lejt. Fő vízfolyásai (a Río Amarillo, a Fogótico és a San Felipe) a csapadék időbeli eloszlásának egyenetlensége miatt csak időszakos patakok.

### Éghajlat
A város éghajlata viszonylag meleg, de nem forró, és tavasz végétől ősz közepéig csapadékos. Minden hónapban mértek már legalább 29 °C-os hőséget, de a rekord nem érte el a 35 °C-ot. Az átlagos hőmérsékletek a januári 12,3 és a júniusi 17,0 fok között váltakoznak, fagyok ősz közepétől tavasz közepéig előfordulnak. Az évi átlagosan 1091 mm csapadék időbeli eloszlása nagyon egyenetlen: a májustól októberig tartó fél év alatt hull az éves mennyiség közel 90%-a.
| Hónap                                   | Jan. | Feb. | Már. | Ápr. | Máj. | Jún. | Júl. | Aug. | Szep. | Okt. | Nov. | Dec. | Év   |
| --------------------------------------- | ---- | ---- | ---- | ---- | ---- | ---- | ---- | ---- | ----- | ---- | ---- | ---- | ---- |
| Rekord max. hőmérséklet (°C)            | 29,0 | 30,0 | 33,5 | 31,0 | 31,0 | 34,0 | 33,5 | 29,0 | 29,5  | 33,0 | 30,0 | 33,5 | 34,0 |
| Átlagos max. hőmérséklet (°C)           | 20,3 | 21,4 | 22,9 | 23,5 | 23,1 | 22,4 | 22,4 | 22,5 | 21,7  | 21,3 | 20,7 | 19,9 | 21,8 |
| Átlaghőmérséklet (°C)                   | 12,3 | 13,0 | 14,5 | 15,7 | 16,4 | 17,0 | 16,5 | 16,5 | 16,4  | 15,5 | 13,8 | 12,5 | 15,0 |
| Átlagos min. hőmérséklet (°C)           | 4,2  | 4,5  | 6,0  | 7,8  | 9,7  | 11,5 | 10,6 | 10,6 | 11,2  | 9,6  | 7,0  | 5,1  | 8,2  |
| Rekord min. hőmérséklet (°C)            | −7,0 | −7,5 | −7,5 | −5,0 | 2,0  | 2,0  | 2,4  | 1,2  | 2,0   | −2,0 | −5,5 | −8,0 | −8,0 |
| Átl. csapadékmennyiség (mm)             | 9    | 11   | 16   | 44   | 112  | 226  | 145  | 158  | 215   | 109  | 33   | 12   | 1091 |
| Forrás: Servicio Meteorológico Nacional |      |      |      |      |      |      |      |      |       |      |      |      |      |

## Népesség
A település népessége a közelmúltban folyamatosan, igen gyorsan növekedett:
| Év   | Lakosság |
| ---- | -------- |
| 1990 | 73 388   |
| 1995 | 99 254   |
| 2000 | 112 442  |
| 2005 | 142 364  |
| 2010 | 158 027  |

## Története
A spanyolok megérkezése előtt a város helyét Hueyzacatlánnak nevezték, amely név a navatl nyelvből származik. A mai települést 1528. március 31-én alapította meg Diego de Mazariegos konkvisztádor Villa Real de Chiapas néven, de a következő évben nevét Villa Viciosára változtatták. 1531-ben felvette a Villa de San Cristóbal de los Llanos, 1536-ban pedig a ciudad rang elnyerésével egy időben a Ciudad Real (de Chiapa) nevet. Címerét 1535-ben adományozta V. Károly spanyol király. 1829-ben kapta a Ciudad de San Cristóbal nevet, ami 1848-ban Bartolomé de las Casas tiszteletére kiegészült, azóta hívják mai San Cristóbal de las Casas nevén (bár 1934 és 1943 között csak Ciudad las Casas volt hivatalosan).
A folyamatosan fejlődő város nagy részében 1652-ben árvíz pusztított. 1821-ben, amikor Mexikó függetlenné vált, az addig Spanyolországtól és a guatemalai általános kapitányságtól is függő Chiapas is az új ország részévé vált. Az új állam fővárosa Ciudad Real lett, és bár rövid időszakokra néha átköltöztették az irányítást Tuxtla Gutiérrezbe, ezektől a megszakításoktól eltekintve egészen 1892-ig San Cristóbal is maradt a főváros.
1994-ben a Zapatista Nemzeti Felszabadító Hadsereg (EZLN) neozapatista felkelést robbantott ki Chiapasban, többek között elfoglalták San Cristóbal de las Casast is. Később lázadásukat a kormányerők leverték, az első béketárgyalásokra is ebben a városban került sor.

## Turizmus, látnivalók

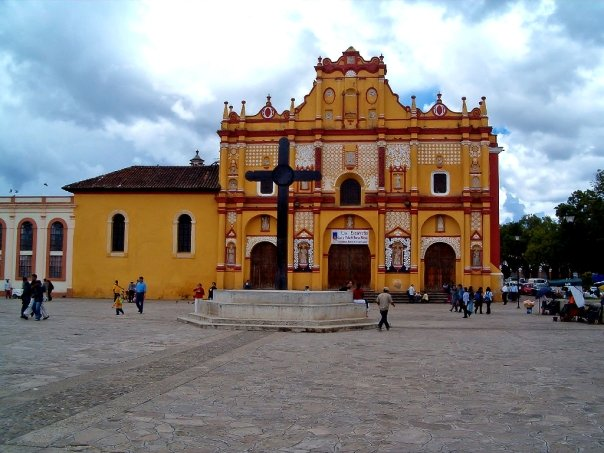
A székesegyház

San Cristóbal de las Casas, mint a környék egyik turisztikai központja, az országos turisztikai titkárságtól (SECTUR) megkapta a Pueblo Mágico címet.
A város legfontosabb látnivalói a régi műemlékek, főként a számos templom. A székesegyház helyén levő templom építése már 1535-ben elkezdődött, de utána a 17. század elején új templomot kezdtek ott építeni: ez az építkezés évszázadokig eltartott. Az Iglesia de la Merced templom 1537-ben épült, a 19. század végén vagy a 20. század elején átépítették. A Szent Miklós-templom a székesegyház hátsó részénél található, ma az egyházmegye múzeumaként szolgál. Szintén múzeumot (és kultúrházat) rendeztek be az egykori domonkos-rendi kolostorban. Ehhez tartozik hozzá a Sna-Jolobil nevű kézművesbolt is, amelynek neve cocil nyelven azt jelenti: „a (textil)szövetek háza”. A város másik fontos múzeuma az 1950-ben alapított Na-Bolom múzeum, ahol a kiállítások mellett könyvtár és botanikuskert is várja a látogatókat.
San Cristóbal de las Casastól mintegy 10 km-re a hegyekben egy igen érdekes barlangrendszer is megtekinthető.